# فؤاد دينيز
فؤاد دينيز (بالسويدية: Fuat Deniz)‏ هو عالم اجتماع وأستاذ جامعي وكاتب سويدي، ولد في 24 يوليو 1967 في ماردين في تركيا، وتوفي في 13 ديسمبر 2007 في أوربرو في السويد.